# Střední perština
Středoperský jazyk známý též jako Pársik (jazyk Pársu nebo Fársu) je íránský jazyk, který byl jedním z dialektů jihozápadního Íránu. Pársik je přímým předkem současné moderní perštiny. V období vlády sasánovské dynastie se stal úředním jazykem a rozšířil se do všech oblastí jejich říše.
Pro zápis jazyka se používalo pahlavské a avestské písmo (Pazand), jež se obě vyvinula z aramejského písma. Pazand se později používal pro zápis Avesty. Rozdíl mezi Pazandem a pahlavským písmem je ten, že Pazand zapisuje samohlásky, kdežto pahlavské písmo ne.
Pahlavské písmo se píše vodorovně zprava doleva. Texty se psaly na papyrus, na papír a podle vzoru achaimenovských králů se také tesaly do kamene.
Pársik se používal od 3. století př. n. l. až do 7. století n. l., kdy došlo k připojení Íránu k arabské říši. Perština tehdy byla obohacena o arabské výrazy a pro její zápis se začalo užívat arabského písma.

## Příklady

### Číslovky
| Střední perština | Česky |
| ēk               | jeden |
| dō               | dva   |
| sē               | tři   |
| čahār            | čtyři |
| panǰ             | pět   |
| šaš              | šest  |
| haft             | sedm  |
| hašt             | osm   |
| nō               | devět |
| dah              | deset |